# Колодко Євгенія Миколаївна
Євгенія Миколаївна Колодко  (рос. Евгения Николаевна Колодко, 22 липня 1990) — російська легкоатлетка, виборола срібну медаль на Олімпіаді в Лондоні (2012), однак в 2016 році позбавлена нагороди після повторної перевірки на допінг

## Виступи на Олімпіадах
| Олімпіада   | Дисципліна     | Місце                            |
| ----------- | -------------- | -------------------------------- |
| Лондон 2012 | штовхання ядра | позбавлена нагороди через допінг |